# 이란 입헌 혁명
이란 입헌 혁명(페르시아어: مشروطیت)은 1905년부터 1911년까지 페르시아에서 일어난 헌법 혁명이다. 이 혁명을 통해 카자르 제국은 헌법과 의회를 둔 입헌군주국이 되었다.

## 역사

### 배경

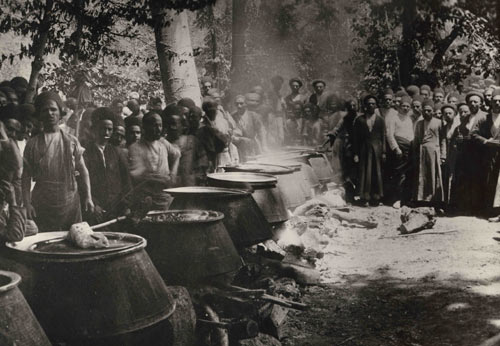
영국 대사관으로 대피한 사람들. 1906년.

무자파르 앗 딘 샤(1896–1907)의 짧은 통치 기간 동안 카자르 제국의 국고는 계속 낭비되어 재정난을 초래했다. 이 재정난으로 인해 제국은 사치품에서부터 무기까지 여러 물자의 교역에 있어 외국 세력에게 많은 양보를 하게 되었다. 귀족, 사제, 교육받은 엘리트들은 외국(특히 러시아)의 영향력에 대한 우려가 커지자 왕권의 약화와 법치주의의 확립을 요구하기 시작했다. 무자파르 앗 딘 샤는 사치스러운 생활로 인해 텅 빈 국고 때문에 러시아와 영국으로부터 많은 돈을 빌렸다. 샤는 1900년에 이란의 관세 영수증을 담보로 러시아로부터 수백만 달러를 빌려서 유럽 왕실 관광을 다녀오기도 했다.

### 시위의 시작
1905년, 무자파르 앗 딘 샤의 왕실 관광을 위해 빌린 러시아의 차관을 상환하기 위해 세금을 추가로 걷는다는 공문이 발표되자 시위가 일어났다. 그해 12월, 테헤란에서 두 명의 상인이 제품을 너무 높은 가격에 판다는 이유로 발바닥 곤장형을 당했다. 이에 대한 항의의 표시로 그 도시의 상인들은 바자르를 닫고 봉기했다. 성직자들은 담배 시위 동안 이루어진 상인들과의 연대로 이 시위에 참가했다.
상인들과 성직자들은 테헤란의 모스크로 대피했지만, 정부는 모스크로 들어가 이들을 해산시켰다. 그러나 해산된 시위 참가자들은 시위를 그만두지 않고 테헤란 외곽의 사원으로 대피하여 시위를 계속했다. 1906년 1월 12일, 샤는 시위자들의 마음을 달래기 위해 그가 임명했던 총리를 해임하고 이란 의회의 전신인 "정의의 집"으로 권력을 이양하는 데 동의했다. 시위대는 왕실의 마차를 타고 모스크로 들어왔으며, 군중들은 환호성을 질렀다.
1906년 초에 일어난 일련의 시위에서 정부군은 무함마드의 후손인 사이드를 살해했다. 카자크는 얼마 지나지 않아 시위대 22명을 죽이고 100명을 부상입혔다. 바자르가 다시 문을 닫고 울라마가 파업하자 많은 사람들이 성스러운 도시 곰으로 대피했다. 많은 상인들이 테헤란에 있는 영국 대사관에 갔고, 영국 대사관은 대사관 부지 내에서 그들을 보호했다.

### 입헌

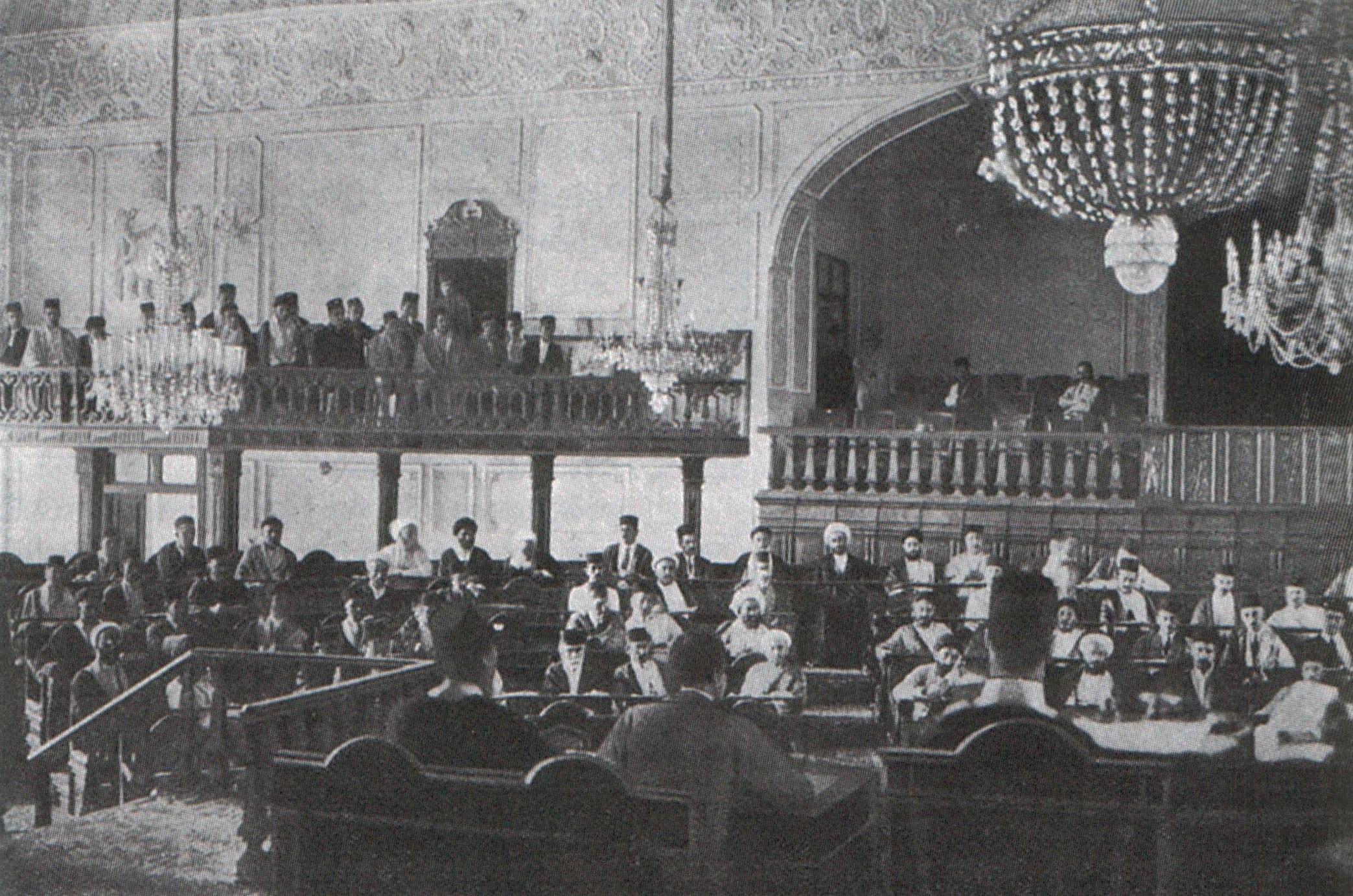
1906년 페르시아 의회의 모습

1906년 여름, 약 12,000명의 사람들이 영국 대사관의 정원에 진을 쳤다. 샤의 권력을 제한하는 것을 목표로 사람들은 의회의 설립을 공식 구호로 내세우기 시작했다. 무자파르 앗 딘 샤는 1906년 8월에 의회의 설립에 동의하였고, 그해 가을에 첫 선거가 치러졌다. 이 선거에서 테헤란 출신과 상인 계층 의원만 156명이 선출되었다.
1906년 10월에 첫 번째 국민협의회(마즐리스)가 모였다. 샤는 너무 연로하여 이 개회식에 참석한 것이 그의 최후의 공식 일정 중 하나가 되었다. 무자파르 앗 딘 샤의 아들 모함마드 알리 샤는 입헌주의에 불쾌감을 감추지 않았지만, 벨기에 헌법을 본떠 만든 페르시아 최초의 헌법에 1906년 12월 31일 서명하였다.

### 사후
6대 카자르 샤인 모함마드 알리 샤는 6대 1907년 1월에 권력을 잡았다. 그해 8월에 체결된 영러 협상은 이란을 남북으로 나누어 북쪽은 러시아의 영향을, 남쪽은 영국의 영향을 받았다. 영국은 입헌주의자들을 배척하고 왕을 지지했다. 1908년, 샤는 마즐리스를 해산시키기 위해 움직이기 시작했다. 페르시아는 샤의 정책에 저항하며 동시에 러시아의 영향력을 줄이려고 노력했다. 의회는 미국인 윌리엄 모건 슈스터를 페르시아의 재무장관으로 임명했다. 러시아는 타브리즈를 점령하며 의회에게 슈스터를 추방하고 의회를 중지하라는 최후통첩을 보냈다.

## 같이 보기
- 이란의 역사
- 루홀라 호메이니
- 이란 혁명
- 시민 혁명